# Andrzej Woźniak (etnolog)
Andrzej Woźniak (ur. 26 sierpnia 1939 w Warszawie, zm. 13 stycznia 2018 tamże) – polski etnolog, dr hab.

## Życiorys
W 1966 ukończył studia etnograficzne na Wydziale Historycznym Uniwersytetu Warszawskiego. W czasie studiów był przewodniczącym Koła Naukowego Etnologów. Po studiach pracował na macierzystej uczelni. W 1973 obronił pracę doktorską Rodzina i gospodarstwo chłopskie na Mazowszu w XVIII wieku napisaną pod kierunkiem Witolda Dynowskiego. Od 1981 do 2007 pracował w Zakładzie Etnografii Polski Instytutu Historii Kultury Materialnej Polskiej Akademii Nauk (od 1992 działającego pod nazwą Instytut Archeologii i Etnologii Polskiej Akademii Nauk. W 1987 uzyskał na podstawie pracy Kultura mazowieckiej wsi pańszczyźnianej XVIII wieku i początku XIX wieku
Przez kilka kadencji piastował funkcję członka Rady Naukowej Instytutu Archeologii i Etnologii PAN, był redaktorem serii monografii etnograficznych Biblioteka Etnografii Polskiej. Był jednym z założycieli i członkiem redakcji czasopisma Pro Georgia. Specjalizował się między innymi w badaniach historii kultury wsi polskiej i miast mazowieckich, zajmował się także etnografią Gruzji i gruzińskim środowiskiem polonijnym.

## Wybrana bibliografia autorska
- Dobry Europejczyk w Tyflisie: śladami Artura Leista (nakład autora, Warszawa, 2017; ISBN 978-83-947542-0-4)
- Kultura mazowieckiej wsi pańszczyźnianej XVIII i początku XIX wieku (Zakład Narodowy im. Ossolińskich, Wrocław, 1987; ISBN 83-04-02710-0)
- O zróżnicowaniu etnicznym i wyznaniowym międzywojennego Grochowa (nakład autora, Warszawa, 2016)